# Amir Or
Amir Or (Israele, 1956) è un poeta israeliano.

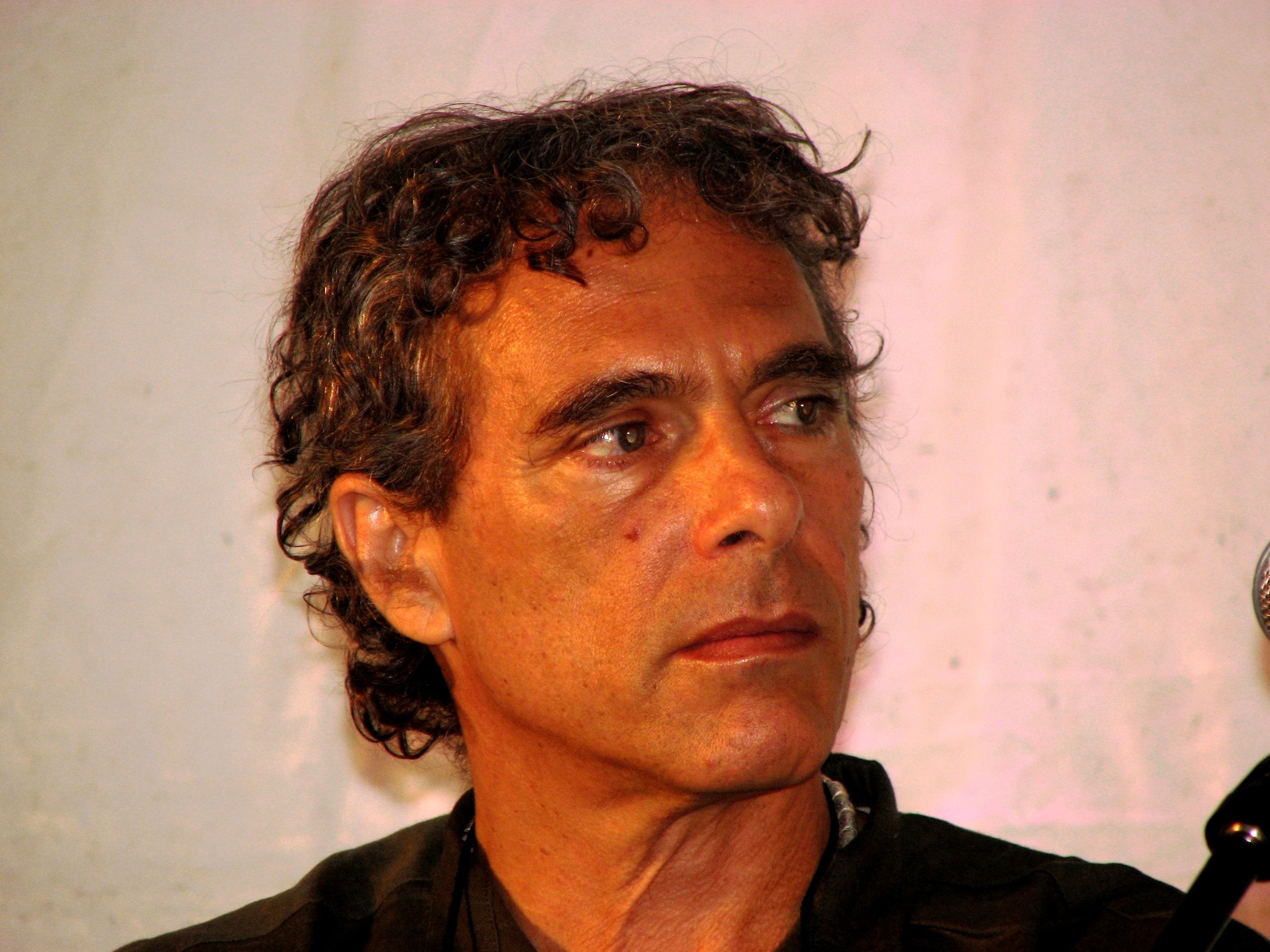
Amir Or (2010)

Editore, traduttore e pluripremiato autore le cui opere sono state tradotte in più di 30 lingue.
Or è l'autore di sette volumi di poesia e la sua ultima pubblicazione in ebraico, The Song of Tahira (La Canzone di Tahira, 2001) è un'epica romanzata in prosa metrica.
Oltre che in italiano, selezioni delle poesie di Or sono state pubblicate in arabo, armeno, croato, danese, olandese, inglese, estone, francese, tedesco, greco, indostano, giapponese, coreano, macedone, malese, polacco, russo, slovacco, sloveno, spagnolo, svedese e turco.

## Biografia
Nato a Tel Aviv, Or ha svolto infiniti lavori, tra i quali il pastore, il costruttore, e l'albergatore. Ha studiato filosofia e religioni comparate alla Università Ebraica di Gerusalemme, dove ha poi insegnato religione greca antica. Or ha pubblicato saggi sulla poetica, sui classici e sulla religione e ha insegnato poesia presso università israeliane, britanniche e giapponesi.
Nel 1990 Amir Or ha fondato la Helicon Society, Israel e da allora è stato l'editore principale del relativo bollettino e dei libri di poesia pubblicati in serie dalla società. Nel 1993 ha organizzato la Scuola di poesia arabo-israeliana. Or ha inoltre curato numerose riviste letterarie e antologie di poesie tradotte dall'ebraico in lingue europee. Ha fondato e diretto il Festival Sha'ar della Poesia Internazionale, ed è il coordinatore nazionale di Poeti per la Pace, sponsorizzato dalle Nazioni Unite.

## Riconoscimenti e premi
Per la sua opera poetica, Or ha ricevuto il premio Prime Minister's Prize, il Premio Bernstein e una Fulbright Award; gli sono state inoltre riconosciute diverse Fellowship presso la University of Iowa, il Centro Ebraico della University of Oxford, e la Fondazione Heinrich Boll. Per le sue traduzioni è stato premiato con lo Honorary Prize del Ministero Israeliano della Cultura.

## Opere

### In ebraico
- Muzeion Hazman (Il Museo del Tempo). Ha-kibbutz Ha-meuchad, 2007
- Shir Tahira (La Canzone di Tahira). Xargol, 2001.
- Yom (Day). Ha-kibbutz Ha-meuchad & Tag, 1998.
- Shir (Poem). Ha-kibbutz Ha-meuchad, 1996.
- Kakha (So!). Ha-kibbutz Ha-meuchad, 1995.
- Pidyon ha-met. (Riscattando i morti), Helicon-Bitan, 1994.
- Panim (Faces). Am Oved, 1991.
- Ani mabbit me-‛eyney ha-qofim (Guardo attraverso gli occhi delle scimmie). Eqed, 1987.

### Tradotte in altre lingue
- Day — in inglese a cura di Fiona Sampson, (Dedalus, Dublino, 2006)
- Poem — in inglese a cura di Fiona Sampson, (Dedalus, Dublino 2004, edizioni rumena e polacca del 2006)
- Language Says — in inglese (Chattanooga, PM publications, Chattanooga, Tennessee, USA, 2001)
- Drowning, He Breaths Living Water — in macedone (Davej se, disam ziva voda: The Pleiades Series of Struga Poetry Festival, 2000)
- Miracle — edizione bilingue inglese/ebraico (Poetry Ireland, Dublino, 1998)
- Poetry is a Criminal Girl — in arabo (As-sha‛ru Fattatu l-Mujrimin; Parigi, Faradis Publishers, 1995)

### Traduzioni in ebraico curate da Amir Or
- The Gospel of Thomas (il Vangelo di Tommaso, 1992)
- Limb-Loosening Desire (Un'Antologia di Poesia Greca Erotica, 1993)
- Stories From The Mahābhārata (1998)
- To a Woman di Shuntaro Tanikawa (2000, con Akiko Takahashi)